# Rhinella multiverrucosa
Rhinella multiverrucosa es una especie de anfibio anuro de la familia Bufonidae.

## Distribución geográfica
Esta especie es endémica de la provincia de Pasco en el Departamento de Pasco, en el centro del Perú. Habita entre los 2600 y 3000 metros sobre el nivel del mar en la Cordillera Oriental.

## Publicación original
- Lehr, Pramuk & Lundberg, 2005 : A New Species of Bufo (Anura: Bufonidae) from Andean Peru. Herpetologica, vol. 61, n.º 3, p. 308-318.[5]